# Governo Bliznaški
Il Governo Bliznaški e stato il 93º governo della Bulgaria. Esso rimase in carica per un totale di 3 mesi e un giorno, dal 6 agosto al 7 novembre 2014, e si formò come esecutivo ad interim in seguito alle dimissioni del Governo Orešarski, avvenute dopo il terzo voto di sfiducia presentato dall'opposizione a causa della presunta cattiva gestione dei rifugiati dalla guerra civile siriana e dell'incapacità di frenare la criminalità.
Nonostante avesse ottenuto in sede di votazione della fiducia (e sebbene questa votazione non fosse necessaria in quanto governo ad interim), 116 voti a favore su 217 votanti, esso decise comunque di rassegnare le dimissioni.

## Situazione parlamentare
| Camera              | Collocazione | Partiti                                            | Seggi     |
| ------------------- | ------------ | -------------------------------------------------- | --------- |
| Assemblea nazionale | Concordi     | GERB (97), DPS (36), Unione Nazionale Attacco (23) | 156 / 240 |
| Assemblea nazionale | Discordi     | Coalizione per la Bulgaria (84)                    | 84 / 240  |

NOTA: La situazione parlamentare qui esposta rappresenta la posizione di concordanza o discordanza con l'esecutivo. Difatti, essendo stato quest’ultimo ad interim, secondo la Costituzione della Bulgaria, non ha avuto bisogno di essere supportato esplicitamente da una maggioranza e tutti i progetti sono generalmente attuati con l’occasionale consenso dei partiti.

## Composizione
Indipendenti
     MNSP
     Democratici per una Bulgaria forte
| Carica                                                                                             | Titolare | Titolare | Titolare            | Partito                                          |
| -------------------------------------------------------------------------------------------------- | -------- | -------- | ------------------- | ------------------------------------------------ |
| Primo ministro                                                                                     |          |          | Georgi Bliznaški    | MNSP                                             |
| Vice Primo Ministro e Ministro dello Sviluppo Regionale e della Progettazione delle Infrastrutture |          |          | Ekaterina Zaharieva | Cittadini per lo Sviluppo Europeo della Bulgaria |
| Vice Primo Ministro e Ministro del Lavoro e delle Politiche Sociali                                |          |          | Jordan Hristoskov   | Indipendente                                     |
| Vice Primo Ministro e Ministro della Giustizia                                                     |          |          | Hristo Ivanov       | Sì, Bulgaria!                                    |
| Vice Primo Ministro e Gestione dei Fondi Ue                                                        |          |          | Ilijana Canova      | Indipendente                                     |
| Ministro dell'Interno                                                                              |          |          | Jordan Bakalov      | Indipendente                                     |
| Ministro degli Affari Esteri                                                                       |          |          | Daniel Mitov        | Democratici per una Bulgaria forte               |
| Ministro delle Finanze                                                                             |          |          | Rumen Porožanov     | Cittadini per lo Sviluppo Europeo della Bulgaria |
| Ministro dell'Economia, Energia e Turismo                                                          |          |          | Asen Vasilev        | Indipendente                                     |
| Ministro dell'Economia e dell'Energia                                                              |          |          | Vasil Šonov         | Cittadini per lo Sviluppo Europeo della Bulgaria |
| Ministro dell'Istruzione e della Scienza                                                           |          |          | Rumjana Kolarova    | Indipendente                                     |
| Ministro della Difesa                                                                              |          |          | Velizar Šalamanov   | Sì, Bulgaria!                                    |
| Ministro dell'agricoltura e dell'alimentazione                                                     |          |          | Vasil Grudev        | Cittadini per lo Sviluppo Europeo della Bulgaria |
| Ministro dei trasporti, dell'informatica e delle comunicazioni                                     |          |          | Nikolina Angelkova  | Cittadini per lo Sviluppo Europeo della Bulgaria |
| Ministro dell'Ambiente e dell'Acqua                                                                |          |          | Svetlana Žekova     | Indipendente                                     |
| Ministro della Salute                                                                              |          |          | Miroslav Nenkov     | Indipendente                                     |
| Ministro della Cultura                                                                             |          |          | Martin Ivanov       | Indipendente                                     |
| Ministro della Gioventù e dello Sport                                                              |          |          | Evgenija Radanova   | Indipendente                                     |